# Petrovenkî, Sloveanoserbsk
Petrovenkî (în ucraineană Петровеньки) este un sat în comuna Horoșe din raionul Sloveanoserbsk, regiunea Luhansk, Ucraina.

## Demografie
Componența lingvistică a localității Petrovenkî
     Rusă (56,11%)
     Ucraineană (43,89%)
Conform recensământului din 2001, majoritatea populației localității Petrovenkî era vorbitoare de rusă (56,11%), existând în minoritate și vorbitori de ucraineană (43,89%).